# 国际移动设备识别码

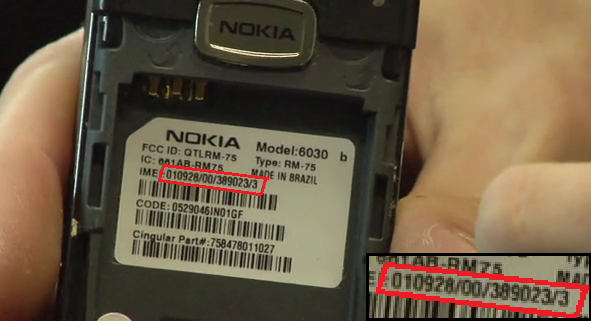
IMEI

国际移动设备识别码（International Mobile Equipment Identity，IMEI），即通常所说的手机“串号”，用于在行動電話网络中识别每一部独立的手机等行動通訊裝置，相当于行動電話的身份證。序列号共有15位数字，前6位（TAC）是型號核准號碼，代表手機類型。接著2位（FAC）是最後裝配號，代表產地。後6位（SNR）是串號，代表生產順序號。最後1位（SP）一般為0，是檢驗碼，備用。国际移动设备识别码一般貼于機身背面與外包裝上，同時也存在于手機記憶體中，通過輸入*#06#即可查詢。

## 查看IMEI
在大部分终端设备中都可以通过拨号输入*#06#来查询。也可以使用AT命令查询，ATD*#06#或AT+CGSN。除此之外，另外一個查看手機IMEI的方法就是進入手機設置裡找到IMEI。